# Томсен, Николай
Николай Томсен (дат. Nicolaj Thomsen; род. 8 мая 1993, Скаген, Северная Ютландия) — датский футболист, полузащитник клуба «Б-93».

## Клубная карьера
Воспитанник клуба «Ольборг». 4 апреля 2011 года в матче против «Мидтьюлланна» дебютировал в датской Суперлиги. 11 ноября 2013 года в поединке против «Рандерс» Николай забил свой первый гол за клуб. В 2014 году Томсен стал чемпионом и завоевал Кубок Дании. 23 октября 2014 года в матче Лиги Европы против киевского «Динамо» Николай сделал «дубль».
Летом 2016 года Николай перешёл во французский «Нант». 13 августа в матче против «Дижона» он дебютировал в Лиге 1. В этом же поединке Томсен забил свой первый гол за «Нант».
В начале 2017 года Николай вернулся на родину, подписав контракт с «Копенгагеном». 15 июля в матче против своего бывшего клуба «Ольборга» он дебютировал за новую команду. 12 августа 2018 года в поединке против «Брондбю» Томсен забил свой первый гол за «Копенгаген».

## Карьера в сборной
18 ноября 2014 года в товарищеском матче против сборной Румынии дебютировал за сборную Дании.
В 2015 году в составе молодёжной сборной Дании принял участие в молодёжном чемпионате Европы в Чехии. На турнире сыграл в матчах против сборных Чехии, Сербии, Германии и Швеции.

## Статистика

### Матчи Томсена за сборную Дании
| Матчи Томсена за сборную Дании | Матчи Томсена за сборную Дании | Матчи Томсена за сборную Дании | Матчи Томсена за сборную Дании | Матчи Томсена за сборную Дании | Матчи Томсена за сборную Дании |
| ------------------------------ | ------------------------------ | ------------------------------ | ------------------------------ | ------------------------------ | ------------------------------ |
| №                              | Дата                           | Соперник                       | Счёт                           | Голы Томсена                   | Соревнование                   |
| 1                              | 18 ноября 2014                 | Румыния                        | 0:2                            | —                              | Товарищеский матч              |

Итого: 1 матч / 0 голов; 0 побед, 0 ничьих, 1 поражение.

## Достижения
«Ольборг»
- Чемпионат Дании по футболу — 2013/2014
- Обладатель Кубка Дании — 2013/2014